# The Byrds
The Byrds waren eine US-amerikanische Rockband. Als Pioniere des Folk- und Country-Rock gründeten ihre Bandmitglieder 1964 in Los Angeles eine der einflussreichsten Musikgruppen der 1960er und frühen 1970er Jahre.

## Bandgeschichte

### Anfänge
Anfang der 1960er Jahre fanden sich in Los Angeles einige junge Folk- und Bluegrass-Musiker zusammen. Der aus Chicago stammende Roger McGuinn hatte bereits mit zahlreichen Bands und Musikern zusammengearbeitet und beherrschte mehrere Instrumente. Ursprünglich aus der Folk-Bewegung hervorgegangen, wurde er vor allem von den Beatles beeinflusst.
Gene Clark hatte sich in seiner Kindheit für Country und Bluegrass begeistert, war dann aber zur Folk-Musik gewechselt. Er war ein erfahrener Songwriter, der erstmals im Alter von vierzehn Jahren einen Titel hatte verkaufen können. Anfang 1964 zog er nach Los Angeles, wo er in einem Club auf McGuinn traf. Die beiden entdeckten ihre gemeinsame Vorliebe für die Beatles und beschlossen, fortan als Duo aufzutreten.
Im selben Club trat gelegentlich auch David Crosby auf. Crosby, Clark und McGuinn verstanden sich auf Anhieb. Der Produzent und Manager Jim Dickson, der kurz zuvor mit seinem Partner Eddie Tickner und 200 Dollar Tickson Music gegründet hatte, bot dem Trio seine Hilfe an. Dickson besaß nachts Zugang zum Hollywooder World-Pacific-Aufnahmestudio, das einem Freund gehörte. So konnten seine Schützlinge, die sich den Namen Jet Set gaben, ungestört proben und Demo-Bänder einspielen.
Der Schlagzeuger Michael Clarke wurde angeheuert. Jim Dickson überredete zudem Chris Hillman, einen jungen Mandolinen-Spieler, als Bassist einzusteigen. Der Bluegrass-Musiker Hillman hatte sich als Mitglied der Golden State Boys (später umbenannt in „The Hillmen“) bereits einen Namen gemacht, wo er mit dem Brüderpaar Rex und Vern Gosdin Country-Musik gespielt hatte.
Im Oktober 1964 erschien beim unabhängigen Elektra-Label die Single Please Let Me Love You, die allerdings weitestgehend unbeachtet blieb. Um der Band einen britischen Touch zu verleihen, änderte das Label den Gruppennamen in Beefeaters.

### 1964–1966: Erste Erfolge mit Folk-Rock
In langwierigen Studiosessions entwickelte die Band allmählich einen charakteristischen Sound, der von der elektrischen zwölfsaitigen Rickenbacker-360-Gitarre McGuinns mit ihrem sphärischen Ton, seinem monoton-näselnden Sprechgesang und einem dreistimmigen Harmoniegesang geprägt wurde. Die Musiker bildeten die erste Rockgruppe mit „elektrifiziertem“ Folk-Repertoire.
Clark schrieb die meisten Songs, zum Teil gemeinsam mit McGuinn. Eines Tages machte Dickson den Vorschlag, den Bob-Dylan-Titel Mr. Tambourine Man einzuspielen. Die drei Wortführer McGuinn, Clark und Crosby waren entschieden dagegen. Erst als Dylan persönlich im Studio auftauchte und sein Interesse an der neuen Band bekundete, änderten die Musiker ihre Meinung.
In den Clubs der näheren Umgebung hatte die Band erste Auftritte. Das Schallplattenlabel Columbia Records wurde auf die Nachwuchsmusiker aufmerksam und nahm sie im November 1964 unter Vertrag, in den zunächst nur McGuinn, Clark und Crosby einbezogen waren. Hillman und Clarke folgten ein halbes Jahr später. Zunächst wurde ein neuer Name gesucht. Man entschied sich für Birds (Englisch für Vögel, aber auch junge Mädchen). Um Zweideutigkeiten zu vermeiden, ersetzte man das „i“ durch ein „y“ (in Anlehnung an das y in Bob Dylan).
Unter Anleitung des jungen Produzenten Terry Melcher, des Sohnes der Schauspielerin und Sängerin Doris Day, wurde im Januar 1965 Mr. Tambourine Man aufgenommen. Hillman und Clarke wurden dabei durch Studiomusiker der Wrecking Crew vertreten. Die Gene-Clark-Komposition I Knew I’d Want You wurde als B-Seite ausgewählt. 
Das konservative CBS-Management schreckte vor einer Veröffentlichung der Single zurück; erst als Bob Dylan erneut intervenierte, änderte es seine Meinung. Im April wurde dann Mr. Tambourine Man veröffentlicht. Nach wenigen Wochen erreichte der Song Platz eins der Billboard-Charts. Ein Engagement als Vorgruppe der Rolling Stones trug zusätzlich zu ihrer Popularität bei.
Im Juni 1965 wurden das Debütalbum Mr. Tambourine Man und die nächste Single, die Dylan-Komposition All I Really Want to Do, veröffentlicht. Der Song schaffte es bis Platz 40 der Billboard-Charts. Im August reisten die Byrds unmittelbar nach einer strapaziösen USA-Tournee nach England, wo sie als „Amerikas Antwort auf die Beatles“ angekündigt wurden. 
Ihr Pressesprecher zu dieser Zeit war Derek Taylor, der zuvor für die Beatles gearbeitet hatte. Praktisch ohne Erholungspausen folgten Konzerte, Clubauftritte, Pressekonferenzen und Fernsehshows aufeinander. Die Musiker, die mit gesundheitlichen Problemen und einer unzureichenden Ausrüstung zu kämpfen hatten, trafen auf ein oft ablehnendes Publikum. Auch die Presse berichtete meist negativ.
Die dritte Single der Byrds, der Pete-Seeger-Song Turn! Turn! Turn! erschien nach langen und beschwerlichen Aufnahmesessions Anfang Oktober 1965 und erreichte Platz eins der Billboard-Charts. Unter erheblichem Zeitdruck der Plattenfirma, die das Weihnachtsgeschäft nicht verpassen wollte, wurde anschließend ein Album gleichen Namens fertiggestellt. 
In der Band gab es häufig Streitereien, die zum Teil in Handgreiflichkeiten ausarteten. Auslöser war gewöhnlich der egozentrische David Crosby, der sich gegenüber den musikalischen Anführern Roger McGuinn und Gene Clark zurückgesetzt fühlte. Machtkämpfe innerhalb der Gruppe führten schließlich auch zur Ablösung des erfolgreichen Produzenten Terry Melcher, dem es nie gelungen war, eine echte Beziehung zu den einzelnen Musikern (mit Ausnahme McGuinns) aufzubauen.
Die Byrds lösten sich zunehmend von ihren Folk-Wurzeln und ihrem Mentor Bob Dylan. Die Beatles, John Coltrane und vor allem der Inder Ravi Shankar wurden zu neuen musikalischen Leitbildern. Die Sitar wurde dabei durch die zwölfsaitige Rickenbacker McGuinns adaptiert. 
Im März 1966 wurde die von Gene Clark geschriebene Single Eight Miles High veröffentlicht. Der Titel thematisierte einen Flug von Los Angeles nach London („acht Meilen hoch“), wurde aber von vielen als Verklausulierung eines LSD-Trips verstanden. Der psychedelisch klingende Sound tat ein Übriges: Zahlreiche Radiosender boykottierten den Song. Die Single schaffte es auf Platz 14.

### 1966–1967: Die Byrds ohne Gene Clark
Im März 1966 verließ Gene Clark die Byrds. Hauptgründe waren Flugangst und Tourneestress. Allerdings fühlte er sich oft nicht ausreichend von den anderen Gruppenmitgliedern anerkannt, die ihn wegen seiner Erfolge als Songwriter (und der damit verbundenen Tantiemen) beneideten. Eine Rolle dürften auch die Aggressionen Crosbys gespielt haben, die oft den labilen Clark zum Ziel hatten.
Inzwischen waren mit Gruppen wie The Lovin’ Spoonful, Simon & Garfunkel oder The Mamas and the Papas Konkurrenten aufgetaucht, die in das von den Byrds musikalisch erschlossene Terrain des Folk-Rocks eindrangen. Ihre nächste Single, der McGuinn-Song Fifth Dimension, erreichte nur einen mittleren Platz der amerikanischen Singlecharts. Unter großen Mühen wurde anschließend ein Album gleichen Namens fertiggestellt, das musikalisch gegenüber seinen beiden Vorgängern deutlich abfiel. Es drohte ein endgültiges Auseinanderfallen des Quartetts.
In dieser Situation fanden sich Musiker und Management noch einmal zusammen und konzentrierten sich auf die Produktion des nächsten Albums, Younger Than Yesterday, das Ende 1966 innerhalb von nur elf Tagen eingespielt wurde. Es enthielt den kurz vorher als Single veröffentlichten Song So You Want to Be a Rock 'n' Roll Star, mit dem die Byrds auf bissig-ironische Art die Entstehungsgeschichte der Monkees kommentierten. 
Weitere Titel wurden von Chris Hillman beigesteuert, der erstmals als Songwriter in Erscheinung trat. Auch der Gitarrist Clarence White, der bei zwei Songs mitwirkte, gab hier sein Debüt bei den Byrds. Nach dem Abgang von Clark hatte sich Crosby mehr und mehr in den Vordergrund gespielt und konkurrierte mit McGuinn um die musikalische Vorherrschaft in der Gruppe. Er ließ mehrfach verlauten, dass namhafte Musiker wie etwa Stephen Stills an einer Zusammenarbeit mit ihm interessiert seien.
Trotz aller internen Probleme gelang der Band im Juni 1967 ein triumphaler Auftritt auf dem Monterey Pop Festival. Allerdings stand der rebellische Crosby, ohne sich mit den anderen abzusprechen, gemeinsam mit Buffalo Springfield auf der Bühne und leitete damit seinen Ausstieg aus der Band ein. Die folgenden Wochen waren von Streitigkeiten und Eifersüchteleien bestimmt. Auf Betreiben Crosbys wurde Manager Jim Dickson durch Larry Spector ersetzt. Im Oktober teilten McGuinn und Hillman Crosby mit, dass er bei den Byrds nicht mehr erwünscht sei.
Kurze Zeit setzten die Byrds ihre Karriere als Trio fort. Eine Rückkehr von Gene Clark scheiterte an dessen psychischen Problemen. Ende 1967 trennte man sich vom Schlagzeuger Michael Clarke. Die Byrds bestanden nur noch aus Roger McGuinn und Chris Hillman.

### 1968: Gram Parsons und Country-Musik
Bereits im Januar 1968 wurde mit Kevin Kelley ein neuer Schlagzeuger angeheuert. Kelley war ein Cousin Hillmans und hatte bereits mit Ry Cooder zusammengearbeitet. Wenig später wurde das Album The Notorious Byrd Brothers veröffentlicht, das zuvor von McGuinn, Hillman, Clarke (und bei einigen Songs Crosby) und Studiomusikern eingespielt worden war.
Es wurde ein weiterer Musiker gesucht, auf Wunsch von McGuinn ein Jazzpianist. Auf Vermittlung Hillmans wurde Anfang 1968 der hochtalentierte Multiinstrumentalist Gram Parsons engagiert, der zuvor bei der International Submarine Band gespielt hatte. McGuinn war nur unzureichend über die Vergangenheit Parsons als Country-Musiker informiert. Dem gelang es bald, den Bluegrass-Enthusiasten Hillman auf seine Seite zu ziehen. Gemeinsam überzeugte man McGuinn, die Verschmelzung von Country-Musik und Rock zu versuchen. McGuinn war grundsätzlich bereit, musikalisches Neuland zu betreten, und verschob seine Jazz-Pläne auf einen späteren Zeitpunkt. 
Gram Parsons, der innerhalb kürzester Zeit die Byrds musikalisch dominierte, setzte einen Ortswechsel nach Nashville durch, in das konservative Zentrum der Country-Musik. Mit merklich gekürzten Haaren hatte man sogar einen Auftritt in der Grand Ole Opry. Im örtlichen CBS-Studio wurde mit Unterstützung namhafter Session-Musiker der Country-Szene das Album Sweetheart of the Rodeo eingespielt. Noch nie hatte eine etablierte Band einen derartig radikalen Stilwechsel vollzogen. Auf dem Album waren klassische Country-Instrumente wie Fiddle und Steel Guitar zu hören. Einige Songs hatten religiöse Inhalte. Die Byrds waren wieder einmal allen anderen einen Schritt voraus. Doch trotz überwiegend guter Kritiken verkaufte sich das Album nicht allzu gut.
Für die Öffentlichkeit war McGuinn weiterhin uneingeschränkter Frontmann, musikalisch hatte aber Gram Parsons die Oberhand gewonnen. Der bemühte sich weiterhin nach Kräften, die Byrds auf Country-Kurs zu halten. Ein Versuch, den Steel-Gitarristen Jay Dee Maness (und wenig später Sneaky Pete Kleinow) als offizielles Mitglied der Byrds zu etablieren, scheiterte am Widerstand McGuinns.
Im Juli 1968 stand eine Tournee durch Südafrika an. Am Abend vor dem Abflug nach Johannesburg sprang Gram Parsons ab. Die Bemerkung seines Idols Keith Richards, „man fährt nicht nach Südafrika“, hatte diesen Schritt ausgelöst. Chris Hillman bekam einen Wutanfall, Roger McGuinn war dagegen erleichtert, den dominanten Parsons loszuwerden. Die Tournee wurde zu einem Desaster. Die bekannt schwache Live-Performance der Byrds verschlechterte sich durch den Verlust ihres musikalischen Genies dramatisch. Allerdings traf man auf ein dankbares und anspruchsloses Publikum, so dass sich die negativen Folgen in Grenzen hielten.

### 1968–1969: Die Byrds ohne Chris Hillman
Bereits im August 1968 wurde mit dem Bluegrass-Musiker Clarence White (1944–1973, * in Lewiston, Maine) ein würdiger Nachfolger für Gram Parsons gefunden. White war zuvor Mitglied der Kentucky Colonels gewesen und hatte 1966 die Gruppe Nashville West gegründet. Hier war auch der Drummer Gene Parsons (* 4. September 1944 in Los Angeles, nicht verwandt mit Gram Parsons) Mitglied, der Kevin Kelley ersetzte.
Fast zeitgleich mit dem Engagement Gene Parsons gab Chris Hillman auf. Schon längere Zeit mit den chaotischen Verhältnissen innerhalb der Band unzufrieden, war ein Streit mit Manager Larry Spector letzter Auslöser. Das Gründungsmitglied der Byrds zog sich verbittert zurück, um dann gemeinsam mit Gram Parsons und Sneaky Pete Kleinow die Flying Burrito Brothers wiederauferstehen zu lassen. Als Ersatz wurde John York (* 3. August 1946 in White Plains New York (Bundesstaat)) angeheuert, der zuvor bereits mit Clarence White zusammengearbeitet hatte.
Die ständigen Personal- und Stilwechsel wirkten sich negativ auf das Öffentlichkeitsbild der Band aus. Nach den enttäuschenden Verkaufszahlen des letzten Albums geriet man sogar in finanzielle Schwierigkeiten. Dennoch gelang es, mit Dr. Byrds & Mr. Hyde ein akzeptables Album einzuspielen, das erneut Country-Rock-orientiert war und mit Drugstore Truck Drivin’ Man ein Stück enthielt, das McGuinn noch mit Gram Parsons geschrieben hatte. Es war außerdem das einzige Album der Byrds, auf dem McGuinn alle Lead Vocals sang.

### 1969–1973: Erfolge als Live-Band
Während die Byrds ums Überleben kämpften, feierte David Crosby mit seinen neuen Weggefährten Stephen Stills, Graham Nash und Neil Young beim Woodstock-Festival einen triumphalen Einstand. McGuinn dagegen war weiterhin mit seiner Band unzufrieden. Im September ersetzte er den Bassisten John York durch Skip Battin. Im November erschien das Album Ballad of Easy Rider, das sich an den durch den Film Easy Rider ausgelösten Trend anzuhängen versuchte, in Wirklichkeit aber ein Mix aus unterschiedlichen Stilrichtungen war. Nur drei Songs stammten von Bandmitgliedern selbst.
Nach einer erfolgreichen Europatournee im Sommer 1970 begannen die Byrds die Arbeiten an ihrem nächsten Album Untitled, das aus einer Studio- und einer Live-LP bestand. Es konnte fast wieder an das Niveau der ersten Alben angeknüpft werden. Der Erfolg des mittlerweile zum Superstar aufgestiegenen Crosby hatte noch einmal den Ehrgeiz der Gruppe geweckt. Das neue Werk war kommerziell sehr erfolgreich (u. a. mit der Single Chestnut Mare). Die Idee, ein gemischtes Doppelalbum zu produzieren, hatte die Byrds wieder in den Blickpunkt der Öffentlichkeit gerückt. 1971 konnten die Byrds während ihrer erfolgreichen Englandtournee ihren einstmals miserablen Ruf als Live-Band ablegen. Mitte des Jahres erschien das Album Byrdmaniax, das wegen seiner zweifelhaften Qualität für Streit sorgte. Die Byrds warfen dem Produzenten Terry Melcher vor, die Songs durch eigenmächtiges Hinzufügen von Background-Gesängen und Streicher-Einlagen verdorben zu haben. Der rechtfertigte sein Handeln mit der Behauptung, er habe dadurch ein musikalisch zweitklassiges Album aufgewertet.
Als Reaktion auf Byrdmaniax wurde nur einige Monate später das Album Farther Along eingespielt. Um Einmischungen der Plattenfirma zu vermeiden, produzierte man es in einem Londoner Studio. Die Streitigkeiten innerhalb der Gruppe nahmen weiter zu. Im Juli feuerte McGuinn Schlagzeuger Gene Parsons. Der hatte sich häufig über die ungerechte Verteilung der Gelder beklagt, offenbarte gleichzeitig aber deutliche musikalische Schwächen. Bei Aufnahmesessions und Konzerten wurde einige Monate lang John Guerin eingesetzt. Der Bassist Skip Battin wurde im Mai 1972 entlassen. Die Band bestand damit nur noch aus Roger McGuinn und Clarence White. Anfang 1973 beschlossen beide, fortan getrennte Wege zu gehen. Die Byrds hatten aufgehört zu existieren.

### 1973: Kurzzeitige Wiedervereinigung in Urbesetzung
Parallel zu den Aktivitäten der Byrds hatte Roger McGuinn schon seit längerem an den Vorbereitungen zur Produktion eines Reunion-Albums mit den Originalmitgliedern gearbeitet. Sein Traum war, zukünftig in jährlichen Abständen zusammenzukommen, um ein gemeinsames Album einzuspielen und einige Konzerte zu geben. Die Schallplattenfirmen verhielten sich kooperativ. Der finanzielle Erfolg war nahezu garantiert. Das erste gemeinsame Album, Byrds, erschien im April 1973 beim Asylum-Label, bei dem David Crosby unter Vertrag stand. Fast jedes Bandmitglied hatte Songs beigesteuert. Die Reaktion der Öffentlichkeit war nicht allzu positiv. Man hatte von den Stars mehr erwartet. Auch die Byrds selbst standen ihrem eigenen Werk kritisch gegenüber. Sie räumten ein, für das Einspielen der Songs nicht ausreichend Zeit aufgebracht und so nur ein mittelmäßiges Ergebnis erreicht zu haben. Die Enttäuschung war so groß, dass Pläne für eine große USA- und Nordamerika-Tournee fallengelassen wurden.
McGuinn, der Inhaber der Namensrechte, hatte kein Interesse mehr, die Byrds wieder aufleben zu lassen. Stattdessen produzierte er ein ambitioniertes Solo-Album, das sich aber, trotz Mitwirkens von Bob Dylan, nur ausgesprochen schlecht verkaufte. Im Juli 1973 kam es zu einem schweren Unfall. Clarence White, der in den vorangegangenen Jahren neben McGuinn wichtigster musikalischer Leistungsträger war, wurde nach einem Konzertauftritt von einer betrunkenen Autofahrerin überfahren und tödlich verletzt. Nur wenige Monate später starb Gram Parsons an einer Überdosis Drogen und Alkohol.

### 1977: Zweite Wiedervereinigung (als McGuinn, Clark & Hillman)
Im September 1977 beschlossen Roger McGuinn und Gene Clark, als Duo zusammenzuarbeiten. Ende des Jahres schloss sich Chris Hillman an. Den Namen Byrds wollten sie nicht mehr verwenden, weil McGuinn ihn nur noch für die komplette Urbesetzung für angemessen hielt und McGuinn, Clark und Hillman glaubten, so mit ihrer neuen Musik sowohl alte als auch neue Fans ansprechen zu können. Nach einigen internationalen Tourneen erschien im Februar 1979 ihr erstes gemeinsames Album, McGuinn, Clark & Hillman. Es hatte nur wenig mit dem Sound der Byrds gemeinsam und wurde vom Publikum recht positiv aufgenommen. Es enthielt mit Don’t You Write Her Off sogar einen kleineren Hit. Nach Produktion des zweiten Albums, City, stieg Clark aus und McGuinn und Hillman arbeiteten für kurze Zeit als Duo weiter. Sie veröffentlichten noch das weitgehend unbeachtete Album McGuinn-Hillman. 1977 hatte McGuinn auch die Gruppe Thunderbyrd gegründet. Auch mit der Gruppe The Peacemakers versuchte er an die alten Erfolge der „Byrds“ anzuknüpfen.

### 1990: Dritte Wiedervereinigung (McGuinn, Crosby, Hillman)
Im Jahr 1990 fanden sich Roger McGuinn, David Crosby und Chris Hillman zu einer kurzlebigen Byrds-Reunion zusammen, die zu vier neuen Studioaufnahmen und einem spektakulären und dokumentierten Konzert im Rahmen des Roy Orbison Tribute führten. Beim Konzert wirkte, wie schon 1965, Bob Dylan mit. Mit diesem Projekt sollte erreicht werden, dass die beiden restlichen Gründungsmitglieder, Gene Clark und Michael Clarke, nicht weiterhin als „The Byrds“ tourten. Ein entsprechender, nachfolgender Prozess ging für McGuinn, Crosby und Hillman jedoch verloren. Gene Clark verzichtete bis zu seinem Tod 1991 zwar auf den Namen, Michael Clarke trat jedoch, bis zu seinem Tod 1993, unter demselben auf, gemeinsam mit Skip Battin und anderen. 1991 trafen sich, anlässlich ihrer Aufnahme in die Rock and Roll Hall of Fame, alle fünf Original-Byrds zum letzten Mal auf der Bühne.

## Bedeutung
Im Jahr der Bandgründung 1964 spiegelten die musikalischen Vorerfahrungen der Byrds die musikalische Welt der Weißen in den USA wider. Roger McGuinn hatte mit Folktrios, Judy Collins und auch Bobby Darin gearbeitet, der in den 1950er Jahren zu den prominenten Rock-’n’-Roll-Stars gehört, sich später dem Jazz zugewandt hatte. Gene Clark war Mitglied der New Christy Minstrels gewesen, eines typisch amerikanischen Jugendchors, der es mit modernen Bearbeitungen von Folksongs zu größerer Beliebtheit brachte. David Crosby war von seinem Bruder Ethan vom Jazz überzeugt worden und verband sein frühes Solorepertoire mit Folk und Blues. Chris Hillman war Mandolinist in Bluegrass-Formationen gewesen.
Diese Stilrichtungen entsprachen zwar nicht dem allgemeinen Musikgeschmack, wohl aber dem Bedürfnis vieler Jugendlicher, sich von der seicht gewordenen populären Musik abzusetzen. Im Zusammenhang mit sozialen und politischen Prozessen in der Gesellschaft gründete sich eine Art „Bohème“ mit Zentren wie Greenwich Village, in denen sich Künstler aller Couleur austauschten.
Die „Beatlemania“ wurde von diesen Kreisen zunächst als kommerziell und anspruchslos abgelehnt, hatte auf junge Musiker schließlich aber eine höchst attraktive Wirkung, die dazu führte, dass Elemente der Beatmusik (Merseybeat) an Folk, Blues, Jazz und Country adaptiert wurden. Das geschah im Fall der Byrds vorwiegend mit amerikanischem Folk, vor allem in der Ausprägung der populären Folkmusiker Bob Dylan, Pete Seeger u. a.
Die Byrds ließen sich auch von der Tendenz der Beatles ab 1965 inspirieren, das Publikum nicht mit Altvertrautem zu bedienen, sondern neue Wege zu gehen. Gene Clarks Song Eight Miles High wurde mit dem Jazz von John Coltrane verbunden, das Gedicht Kız Çocuğu des türkischen Dichters Nazım Hikmet wurde als I Come and Stand at Every Door von McGuinn vertont, David Crosby machte mutige Schritte in Richtung Jazz und Psychedelic, während Chris Hillman mit seinen Kompositionen neue Wege in der Countrymusic ging.
Der Kreis wurde 1968 geschlossen, als die Band sich dank der „Mission“ von Gram Parsons überzeugen ließ, ein fast pures Country-Album mit Sweetheart of the Rodeo aufzunehmen. Die Byrds gelten seither als Begründer der Musikstile Folkrock und Countryrock. Die Elemente ihrer Musik (Folk-, Country-, Jazz- und Rockadaptionen mit anspruchsvollen Chorarrangements und der typischen Rickenbacker-Gitarre) sind bis heute Inspiration für viele Künstler. Besonders aber ihr Mut, musikalisch neue Wege zu gehen und sich nicht dem Programm von Plattenfirmen zu unterwerfen, begründet die hohe Bedeutung dieser Formation.
Der Rolling Stone listete die Byrds auf Rang 45 der 100 größten Musiker aller Zeiten.

## Diskografie

### Alben
- 1965: Mr. Tambourine Man
- 1965: Turn! Turn! Turn!
- 1966: Fifth Dimension
- 1967: Younger Than Yesterday
- 1968: The Notorious Byrd Brothers
- 1968: Sweetheart of the Rodeo
- 1969: Dr. Byrds & Mr. Hyde
- 1969: Ballad of Easy Rider
- 1970: (Untitled)
- 1971: Byrdmaniax
- 1971: Farther Along
- 1973: Byrds
- 2000: Live at the Fillmore – February 1969
- 2008: Live at Royal Albert Hall 1971
- 2012: Preflyte

### Kompilationen
- 1966: Mr. Tambourine Man / Turn! Turn! Turn!
- 1967: The Byrds Greatest Hits (US: Platin)[8]
- 1968: New Sound
- 1969: Preflyte (Probeaufnahmen von 1964)
- 1970: The Byrds
- 1971: Greatest Hits Vol. 2
- 1971: 1964–1971
- 1971: The Byrds (2 LPs)
- 1972: The Best of the Byrds – Greatest Hits, Volume II
- 1972: The Golden Era of Pop Music
- 1973: History of the Byrds
- 1973: The Golden Era of Pop Music – The Byrds II (2 LPs)
- 1974: The Byrds Sing Dylan
- 1975: GOVI Presents: Legendary Byrds
- 1976: Greatest Hits
- 1976: The Best Of
- 1976: Sweetheart of the Rodeo / The Notorious Byrd Brothers (2 LPs)
- 1976: The Return of the Byrds (2 LPs)
- 1978: The Byrds (2 LPs)
- 1979: The Byrds Play Dylan
- 1979: 20 Golden Hits
- 1980: The Original Singles 1965–1967
- 1981: Top Groups of Pop Music
- 1982: The Original Singles 1967–1969
- 1982: Rock Giants
- 1983: The Byrds
- 1983: The Very Best of the Byrds (2 LPs)
- 1985: Golden Highlights
- 1986: The Byrds Collection (UK: Silber)
- 1987: Never Before
- 1988: The Best Of
- 1988: … In the Beginning (The First Sessions – 1964)
- 1988: The Byrds
- 1988: The Very Best of the Byrds
- 1989: The Notorious Byrd Brothers + Turn! Turn! Turn! (Two Originals)
- 1989: The Byrds
- 1989: Two Originals (inkl. Sweetheart of the Rodeo und Mr. Tambourine Man)
- 1990: Draft Morning – Best
- 1990: The Byrds Boxed Set (4 CDs)
- 1990: The Byrds (4 CDs)
- 1990: Full Flyte 1965–1970
- 1991: Free Flyte
- 1992: 20 Essential Tracks from the Boxed Set: 1965–1990
- 1995: Definitive Collection
- 1996: The Byrds
- 1996: Return
- 1996: Advanced Music
- 1997: The Very Best of the Byrds (UK: Gold)
- 1997: Expanded Edition Album Sampler II (Promo)
- 1998: Byrd Parts
- 1998: Super Hits
- 1999: Birdy
- 2000: 12 Dimensions – The Columbia Recordings 1965–1972 (4 CDs)
- 2000: The Complete Sampler (Promo)
- 2000: Sanctuary
- 2000: Sanctuary II
- 2000: Sanctuary III
- 2001: The Preflyte Sessions
- 2001: Play the Songs of Bob Dylan
- 2002: Hits4Ever – The Best of the Byrds
- 2002: Columbia Singles ’65–’67
- 2002: Sanctuary IV
- 2003: Byrd Parts 2
- 2003: The Essential Byrds
- 2004: Chestnut Mare
- 2006: There Is a Season (4-CD-Box, alle Titel digital remastered, u. a. Alternativ-Versionen und bisher unveröffentlichte Tracks)
- 2006: The Very Best of the Byrds (UK: Silber)
- 2008: Original Album Classics (5-CD-Box, inkl. Mr. Tambourine Man, Turn! Turn! Turn!, Fifth Dimension, Younger Than Yesterday und The Notorious Byrd Brothers)
- 2009: Eight Miles High – The Best of the Byrds
- 2011: Original Album Classics II (5-CD-Box, inkl. Sweetheart of the Rodeo, Dr. Byrds & Mr. Hyde, Ballad of Easy Rider, Byrdmaniax und Farther Along)
- 2011: The Complete Columbia Albums Collection (13 CDs)
- 2014: Straight for the Sun (1971 College Radio Broadcast) (2 LPs)
- 2015: Turn! Turn! Turn! The Byrds Ultimate Collection (3-CD-Box)[9]

### Singles und EPs
- 1965: Mr. Tambourine Man
- 1965: All I Really Want to Do
- 1965: Turn! Turn! Turn!
- 1965: I’ll Feel a Whole Lot Better (Promo)
- 1966: Mr. Tambourine Man EP (inkl. 4 Tracks)
- 1966: Turn! Turn! Turn! EP (inkl. 4 Tracks)
- 1966: Eight Miles High EP (inkl. 4 Tracks)
- 1966: Fifth Dimension EP (inkl. 4 Tracks)
- 1966: The Times They Are A’Changin’ (inkl. 4 Tracks)
- 1966: Set You Free This Time
- 1966: It Won’t Be Wrong
- 1966: Eight Miles High
- 1966: 5 D (Fifth Dimension)
- 1966: Mr. Spaceman
- 1967: So You Want to Be a Rock ’n’ Roll Star
- 1967: The World Turns All Around Her (inkl. 4 Tracks)
- 1967: My Back Pages
- 1967: Have You Seen Her Face
- 1967: Lady Friend
- 1967: Goin’ Back
- 1968: I Am a Pilgrim
- 1968: You Ain’t Goin’ Nowhere
- 1969: Ballad of Easy Rider
- 1969: I Wasn’t Born to Follow
- 1969: Lay Lady Lay
- 1969: Bad Night at the Whiskey
- 1970: Jesus Is Just Alright
- 1970: Child of the Universe
- 1970: Chestnut Mare
- 1971: Glory, Glory
- 1971: I Trust (Everything Is Gonna Work Out Alright)
- 1971: Just a Season
- 1971: Lover of the Bayou (EP, inkl. 4 Tracks)
- 1972: America’s Greatest National Pastime
- 1973: Things Will Be Better
- 1973: Full Circle
- 1973: Cowgirl in the Sand (Promo)
- 1975: Full Circle (Promo)
- 1990: Four Dimensions E. P. (inkl. 4 Tracks)
- 1990: Two Dimensions Single
- 1990: Love That Never Dies
- 2002: You Movin’
- 2004: Cancelled Flytes (5 Vinyl-Singles, Box-Set)
- 2005: Another Dimension (EP, 2 × Vinyl)
- 2006: Mr. Tambourine Man (EP)
- 2007: Lazy Days
- 2008: Live in Holland 1971
- 2011: The Times They Are A-Changin’
- 2012: I’ll Feel a Whole Lot Better